# Željko Perušić
Pour les articles homonymes, voir Perušić (homonymie).
Željko Perušić, né le 23 mars 1936 près de Duga Resa (en Croatie, alors en royaume de Yougoslavie) et mort le 28 septembre 2017 à  Saint-Gall (Suisse), est un footballeur croate, international yougoslave.

## Biographie
Milieu de terrain de petite taille, combattif et très endurant, Željko Perušić est repéré dans le club de Duga Resa. Il réalise la première partie de sa carrière au Dinamo Zagreb, dont il porte les couleurs de 1958 à 1965. Il y remporte la Coupe de Yougoslavie en 1960 et 1963. Il dispute également la finale de la Coupe des villes de foires en 1963, perdue face au Valence CF. Il dispute 294 matchs pour le Dinamo. En 1960, il est élu sportif croate de l'année par le magazine Sportske novosti.
Il est sélectionné avec l'équipe de Yougoslavie à partir de 1959. Il dispute les deux matchs de l'Euro 1960, dont la finale est perdue face à l'URSS en prolongation. Aux côtés de son coéquipier du Dinamo Željko Matuš, il enchaine sur les Jeux olympiques de Rome dont il joue les cinq matchs comme titulaire et dont il rapporte la médaille d'or olympique. Non sélectionné pour la Coupe du monde de football de 1962, il est appelé la dernière fois en 1964 après 27 capes.
En 1964, à 28 ans, il quitte la Yougoslavie pour l'Allemagne sans l'accord de son club, ce qui lui vaut de connaitre une saison blanche. L'année suivante, il signe finalement au TSV 1860 Munich, où il est un homme de base de la conquête du championnat pour sa première saison en 1966 et où il dispute finalement 138 matchs de Bundesliga en cinq saisons. 
En 1970, il signe au FC Saint-Gall, en Suisse, comme entraineur-joueur. Il fait remonter pour sa première année le club en première division. En 1973, il arrête de jouer et se concentre sur le métier d'entraineur. En 1974, il signe au FC Vaduz, un club du Liechtenstein inscrit en championnat suisse, où il reste un an. Puis termine sa carrière sur deux saisons au SC Brühl Saint-Gall.

## Palmarès
- Jeux olympiques
  - Médaille d’or en 1960
- Championnat d'Europe des nations
  - Finaliste en 1960
- Championnat d'Allemagne
  - Champion en 1966
- Coupe de Yougoslavie
  - Vainqueur en 1960 et 1963